# Course en ligne féminine des juniors aux championnats du monde de cyclisme sur route 2019
La course en ligne féminine des juniors (moins de 19 ans) aux championnats du monde de cyclisme sur route 2019 a lieu sur 86 kilomètres le 27 septembre 2019 entre Doncaster et Harrogate, dans le Yorkshire, au Royaume-Uni.

## Participants
| Équipes nationales (33)- Belgique - Brésil - Canada - Chili - Colombie - Tchéquie - Danemark - Espagne - France - Grande-Bretagne - Allemagne - Hongrie - Irlande - Italie - Japon - Kazakhstan - Lettonie - Lituanie - Luxembourg - Mexique - Pays-Bas - Norvège - Nouvelle-Zélande - Pologne - Portugal - Afrique du Sud - Russie juniors - Slovénie - Suisse - Slovaquie - Suède - Ukraine - États-Unis |
| |

## Classement
| \| Classement général \| Classement général \| Classement général \| Classement général \| Classement général \| \| Coureur \| Coureur \| Pays \| Équipe \| Temps \| \| ------------------ \| -------------------- \| ------------------ \| ------------------ \| ------------------ \| \| 1re \| Megan Jastrab \| États-Unis \| États-Unis \| 2 h 08 min 00 s \| \| 2e \| Julie De Wilde \| Belgique \| Belgique \| + 0 s \| \| 3e \| Lieke Nooijen \| Pays-Bas \| Pays-Bas \| + 0 s \| \| 4e \| Aigul Gareeva \| Russie \| Russie \| + 0 s \| \| 5e \| Elynor Bäckstedt \| Royaume-Uni \| Grande-Bretagne \| + 0 s \| \| 6e \| Noemi Rüegg \| Suisse \| Suisse \| + 0 s \| \| 7e \| Blanka Vas \| Hongrie \| Hongrie \| + 0 s \| \| 8e \| Léa Curinier \| France \| France \| + 0 s \| \| 9e \| Silje Mathisen \| Norvège \| Norvège \| + 0 s \| \| 10e \| Magdeleine Vallieres \| Canada \| Canada juniors \| + 0 s \| |                      |             |                 |                 |
| |                      |             |                 |                 |
| Source : ProCyclingStats |                      |             |                 |                 |
| Classement général |                      |             |                 |                 |
| Coureur | Coureur              | Pays        | Équipe          | Temps           |
| 1re | Megan Jastrab        | États-Unis  | États-Unis      | 2 h 08 min 00 s |
| 2e | Julie De Wilde       | Belgique    | Belgique        | + 0 s           |
| 3e | Lieke Nooijen        | Pays-Bas    | Pays-Bas        | + 0 s           |
| 4e | Aigul Gareeva        | Russie      | Russie          | + 0 s           |
| 5e | Elynor Bäckstedt     | Royaume-Uni | Grande-Bretagne | + 0 s           |
| 6e | Noemi Rüegg          | Suisse      | Suisse          | + 0 s           |
| 7e | Blanka Vas           | Hongrie     | Hongrie         | + 0 s           |
| 8e | Léa Curinier         | France      | France          | + 0 s           |
| 9e | Silje Mathisen       | Norvège     | Norvège         | + 0 s           |
| 10e | Magdeleine Vallieres | Canada      | Canada juniors  | + 0 s           |